# 克洛科特 (科索沃)

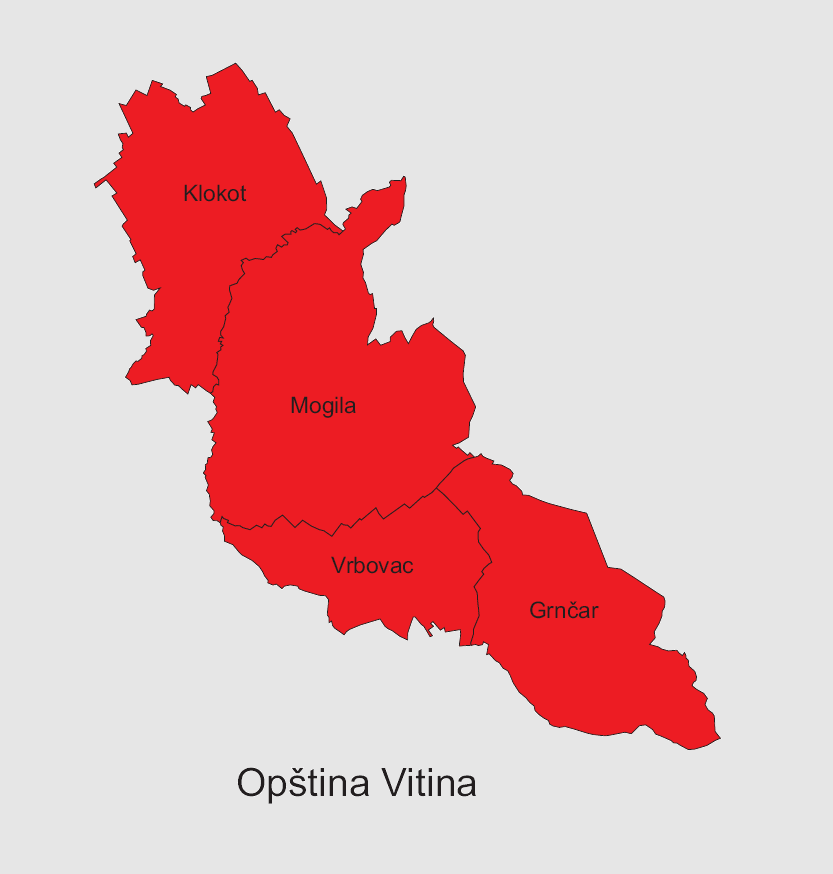
克洛科特镇（Klokot）在克洛科特市镇的位置

克洛科特（羅馬化：Klokot），是科索沃格尼拉內區克洛科特市镇内的城鎮及行政中心，位於該國東部。2011年城镇人口数量为1,064人，而整个市镇的人口数量则为2,556人。